# Sargento Vidal
Sargento Vidal es una localidad argentina ubicada en el departamento General Roca de la provincia de Río Negro. Se encuentra en el valle del río Neuquén, a 4 km de dicho río. Su principal vía de comunicación es la Ruta Nacional 151, que la vincula al norte con Catriel y al sur con Barda del Medio. Depende administrativamente del municipio de Campo Grande, distando unos 5 km al este de la cabecera del municipio.

## Toponimia
El nombre es un homenaje al Sargento Mayor Miguel Vidal, quien combatió en la Conquista del Desierto. 

## Historia
El primer dueño de las tierras de Villa Manzano fue el militar Bartolomé Leónidas Cordero, a quien le fueron cedidas en 1884 en reconocimiento por los servicios prestados. Sus sucesores la vendieron a María E. viuda de Vázquez, quien a su vez la vendió en 1943 a Eufemio, Dionisio, Florentino y Desiderio Manzano; la aprobación del plano se hizo en la Contralmirante Cordero. Cuatro años más tarde, los hermanos Manzano consiguieron aprobación para utilizar aguas del río Neuquén, y tras hacer los canales de riego pertinentes, lotearon y vendieron la zona. En 1952 se creó la villa, que adquiriría el estatus de municipio en 1985.Fue fundada el 15 de mayo de 1955.

## Población
Contó con 814 habitantes (Indec, 2010), lo que representó un incremento del 10% frente a los 740 habitantes (Indec, 2001) del censo anterior.
 El censo 2022 registró una población de 697 habitantes que se repartieron entre 340 hombres y 357 mujeres. Sin embargo, las cifras obtenidas fueron estimativas solo teniendo en cuenta a la población en viviendas particulares; es decir, excluyendo del dato a la población institucional y las personas sin hogar. Gracias a este censo también fue posible conocer su densidad y tamaño urbano.
| Gráfica de evolución demográfica de Sargento Vidal entre 1991 y 2022 |
|                                                                      |
| Fuente: Censos nacionales del INDEC                                  |